# Ernesto Florit
Ernesto Florit (21 de noviembre de 1889 - 24 de abril de 1968) fue un destacado oficial del Ejército Argentino en servicio durante la primera mitad del siglo XX, recordado en el ámbito de los Liceos Militares por ser el primer director del Liceo Militar General San Martín dándole el primer perfil institucional, que lo expresa en su primer discurso: formar líderes.

## Antecedentes biográficos y militares
Florit nació en Buenos Aires, el 21 de noviembre de 1889, miembro de una familia inmigrante española.
Ingresó al Colegio Militar de la Nación como parte de la Promoción 33, el 26 de febrero de 1908. Egresó como subteniente del arma de artillería el 31 de diciembre de 1909, con el orden de mérito 38.
Durante su carrera tuvo diversos destinos institucionales. Se desempeñó como profesor de la Escuela Superior de Guerra, edecán del presidente de la Nación, agregado militar en la Embajada Argentina en París, jefe del estado mayor del Comando de la Aviación de Ejército, director general de Liceos Militares y comandante de Defensa Antiaérea del Interior.
Con el grado de teniente coronel, entre el 1 de julio de 1935 y febrero de 1938, integró la delegación argentina por la Conferencia de Paz por la Guerra del Chaco como asesor militar. El jefe de la delegación era Dr. Carlos Saavedra Lamas, posteriormente Premio Novel de la Paz por su aporte a la paz entre Bolivia y Paraguay.
El 18 de abril de 1938, el Coronel Ernesto Florit pasó a ser Director del “Colegio Nacional Militar”, luego Liceo Militar General San Martín. En 1943 fue reemplazado por el Teniente Coronel de Infantería Gregorio Tauber.
En 1945 adopta una postura de opositor al acceso de Perón al cargo de presidente. En abril de 1956 se desempeñó como presidente de la Comisión 2 (Irregularidades Administrativas imputables al Presidente Depuesto) de la Comisión Nacional de Investigaciones (decreto 479/1955).
Entre el 20 de septiembre de 1957 y el 1 de mayo de 1958 fue Intendente (facto) de la ciudad de Buenos Aires:
Pasó a retiro con el grado de general de brigada el 17 de abril de 1958.
Entre el 25 de febrero de 1957 y el 5 de octubre de 1965 fue Presidente del Instituto Nacional Sanmartiniano. Como tal, participó de la comisión de inauguración del monumento al Grl San Martín en Madrid el 25 de mayo de 1961.
Falleció el 24 de abril de 1968.

## Dirección del Liceo Militar

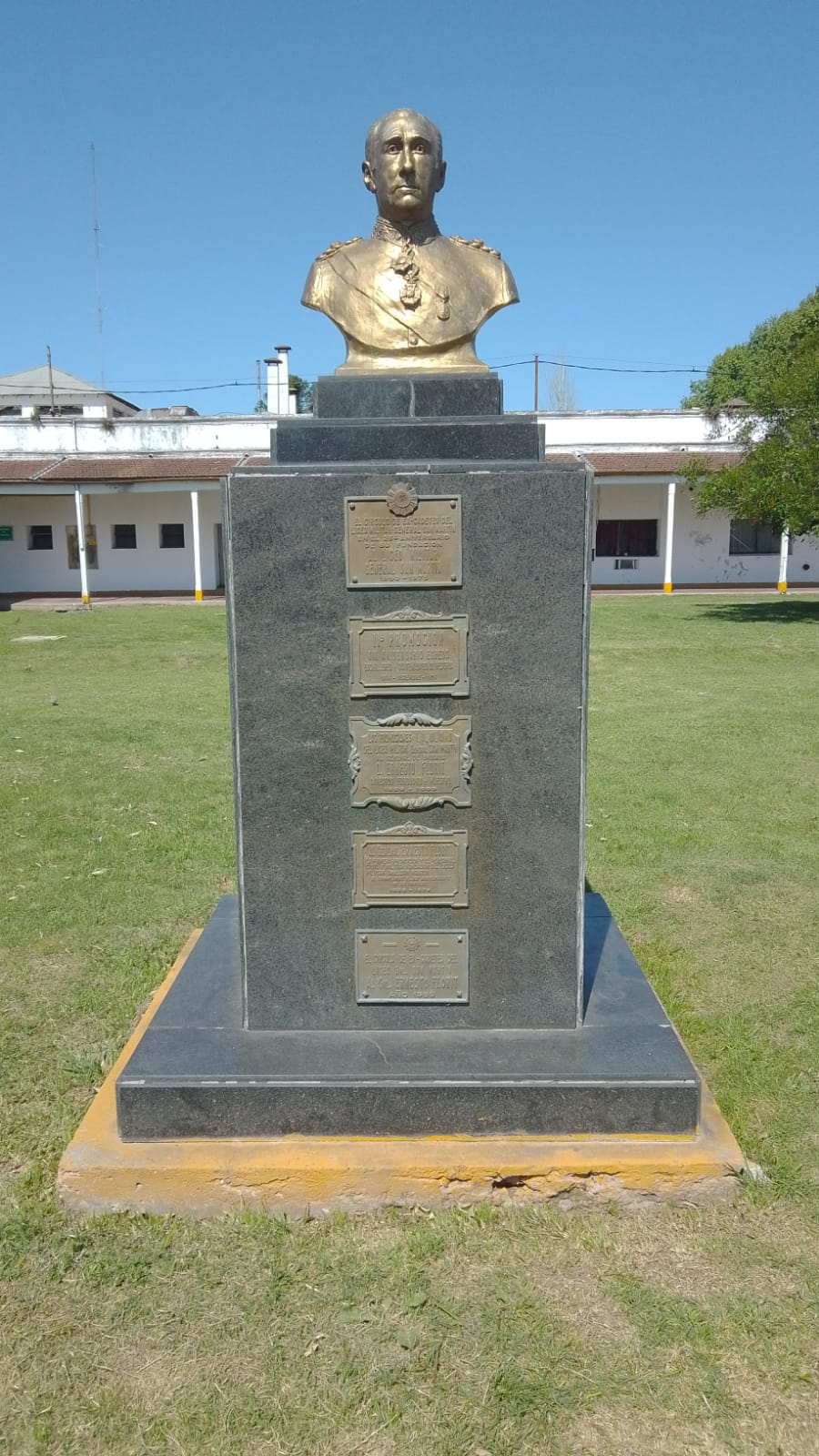
Monumento en homenaje al coronel Ernesto Florit emplazado en el LMGSM

El Liceo Militar “General San Martín” fue creado por Decreto N.º 123.276 del 8 de enero de 1938 del entonces Presidente de la Nación, general Agustín Pedro Justo, recibiendo como primera denominación la de “Colegio Nacional Militar”. El decreto de creación establecía que debía tener régimen de internado, que sus planes de estudios serían los vigentes en los colegios nacionales y que estaba habilitado para expedir el título de bachiller.
Por Boletín Militar (BM) 10.802 del 18 de abril de 1938, el Coronel Florit fue designado Director del “Colegio Nacional Militar” (luego Liceo Militar General San Martín), quien “revistaría” en la Dirección de Institutos Militares.
Los nombramientos del Coronel Florit como Director y del Profesor Valentín Mestroni como Jefe de Estudios tuvieron su consecuencia en el perfil del futuro instituto: la adopción de normas y comportamientos internos propios del Colegio Militar de la Nación y el estilo de enseñanza de la Escuela Normal de Profesores N.º 2 (renombrado a partir de 1927 como Escuela Mariano Acosta), por donde habían pasado Mestroni y la mayoría de los docentes. Es de destacar que Florit había ingresado al Colegio Militar siendo ya “maestro normal”, también egresado del Mariano Acosta, lo que le hacía tener una base formativa educacional propia para el cargo que fue demostrada en sus funciones.

Una orientación de cómo sería el Liceo la dio Florit el 21 de enero de 1939 en su primer Orden del Día poniendo el vigencia el reglamento del Instituto. Sus principales conceptos fueron:
..."De ellos se deduce que el Poder Ejecutivo persigue, con patriótico afán, el propósito decidido de hacer del LICEO MILITAR un instituto modelo, donde las familias argentinas puedan tener la seguridad más absoluta de que sus hijos habrán de hallar las nobles virtudes que forjaron el carácter de los grandes varones de nuestra patria, la cultura científica media que sus mentes necesitan antes de abordar estudios superiores, la preparación militar que la defensa nacional requiere de ellos y las reglas de urbanidad que corresponden a su condición de futuros oficiales y futuros universitarios.
Tan importante obra de cultura nacional implica una gran responsabilidad para los encargados de ejecutarla y es por ello que, desde el director hasta el más modesto empleado de este instituto, deben ajustar su conducta a las más severas normas de justicia, corrección y cumplimiento del deber, sin consideración de ninguna especie hacia las necesidades o los intereses personales.
La alta función educativa del instituto determina, despiadadamente, para el oficial, el profesor, el empleado o el obrero que integran su personal, el mismo espíritu de sacrificio de su comodidad o su conveniencia, en aras de la obra común de realizar.
Es por ello que nadie, ni el director, ni el catedrático, ni el simple peón, ocupan su puesto en carácter definitivo. Su permanencia en el cargo depende decididamente de su desempeño eficaz y de su conducta concordante con las normas del establecimiento, sin que sirvan para atenuar la severidad de la sanción a que hubiere lugar ni invocaciones a la amistad, ni llamados a la piedad, ni influencias, ni amenazas.
Por encima de todo otro interés está el interés de la obra del liceo, que es obra patria.
Cada cual en su puesto y en su función, sobre la línea recta del deber es la ley rígida, implacable e inolvidable, que imponen la misión y el carácter de esta casa: quien se aparte, sea quien sea, caerá.
Pero esa misma misión y ese mismo carácter determinan, con igual rigidez, el aplauso y el premio del colaborador eficiente, de la iniciativa útil y de la conducta ejemplar.
Ser del LICEO MILITAR es un honor que es preciso merecer con dignidad, calidad y patriotismo.

Copia de la presente orden será entregada, contra recibo, a todo oficial o civil que se incorpore al personal del liceo."

## Publicaciones
- El general San Martín, un hombre extraordinario. Conferencia pronunciada el día 28 de julio de 1950 en el salón de actos de la Biblioteca Popular "Cosmopolita" de la ciudad de Santa Fe, 1956.
- Las instrucciones reservadas del Director Supremo del 21 de diciembre de 1816, al Comandante en Jefe del "Ejército de los Andes". Disquisiciones de un soldado (folleto). Instituto Nacional Sanmartiniano. Buenos Aires, 1961.
- La guerra de la independencia Americana. Campaña de Bolívar de 1813 en Venezuela. Revista de la Escuela Superior de Guerra Nro 328. Ene-Mar 1958
- La doctrina Sanmartiniana. Instituto Nacional Sanmartiniano. Buenos Aires, 1966.
- San Martín y la causa de América. Círculo Militar. Buenos Aires, 1967.
- San Martín y la Libertad, Ideal de mayo. En Revista Militar / Circulo MiIlitar. Nro 656. Buenos Aires.